# Cooperation-88
Cooperation-88, ou C-88, est un cultivar de pomme de terre créé en 1995 par le centre international de la pomme de terre (CIP) en collaboration avec des chercheurs chinois et largement cultivé en Chine. C'est une variété qui se caractérise par une excellente croissance végétative, un rendement élevé et une bonne résistance au mildiou. Elle est devenue très populaire dans les provinces du sud-ouest de la Chine où elle est cultivée sur une surface estimée de 390 000 hectares (en 2010), ce qui en fait l'une des variétés de pomme de terre les plus cultivées au monde, au point que son nom est devenu dans ces régions un quasi-synonyme de « pomme de terre ».

## Origine génétique
La variété 'Cooperation-88' est née d'un croisement baptisé 'S-88' entre un clone indien, 'I-1085', sélectionné au Mexique pour sa résistance au mildiou (Phytophthora infestans) et distribué par le CIP, et du pollen en vrac issu d'une population de la sous-espèce Solanum tuberosum subs. andigena hautement résistante au mildiou et conservée par le CIP.
Son introduction en Chine s'est faite en 1987 sous forme de graines fournies par le CIP.
Le nom de « Cooperation » lui a été donné en reconnaissance par le professeur Wang Jun de l'université normale du Yunnan qui était membre de l'équipe conjointe qui mit au point cette variété en coopération avec le CIP.

## Histoire
'Cooperation-88' est le résultat d'une collaboration dans les années 1990 entre le CIP et l'institut de recherche sur les plantes à tubercules et racines de l'université normale du Yunnan à Kunming dont l'objectif était de remplacer la variété 'Mira', variété rustique introduite d'Allemagne de l'Est dans les années 1950 et très largement cultivéek dans les régions montagneuses du sud-ouest de la Chine. Cette variété était en effet devenue trop sensible au mildiou qui constituait dès lors une menace sérieuse pour la production de pommes de terre de ces régions. Lors d'attaques de mildiou, les rendements chutaient à 6 à 7,5 tonnes par hectare contre 18 à 22 en année normale. La variété 'Mira' était aussi fortement chargée en virus.  
Le CIP a fourni des graines du cultivar 'S-88' et des essais de sélection ont été menés au Yunnan entre 1990 et 1995, démontrant la supériorité de ce cultivar sur les autres variétés proposées. 'Cooperation-88' a été officiellement lancée en 1995 et a rapidement supplanté 'Mira' dans une grande partie du Yunnan et dès 2001 dans les régions voisines de Sichuan et Chongqing.
La superficie cultivée en Chine est passée de 3 300 hectares en 1997 à 118 000 hectares en 2007, plaçant cette année-là la variété 'Cooperation-88' au neuvième rang des variétés cultivées en Chine, et au 13e en Asie. Elle est cultivée également dans les provinces de Guizhou et Guangxi.
'Cooperation-88' est la plus importante de la vingtaine de variétés introduites en Chine par le CIP. Cette action s'inscrit dans une politique générale du CIP qui consiste à élargir la base génétique des variétés de pommes de terre cultivées dans le Tiers Monde.